# نبرد هاتچوکی
نبرد هاتچوکی (به ژاپنی: 八丁沖の戦い Hatchōoki no tatakai) یک عملیات کمینی در میانه نبرد هوکواتسو در طی جنگ بوشین در قلمروی ناگائوکا بود این نبرد در شهر ناگائوکا، نیگاتا در استان نیگاتا رخ داد.